# Only Up!
《Only Up!》，或译“只有UP！”、“只有向上”，是一款由SCKR Games开发并发行的独立平台动作游戏，于2023年5月24日正式在Steam平台发布，随后迅速成为Twitch游戏实况直播中的热门游戏之一。该游戏曾因为使用了少量受版权保护的人物素材在2023年6月30日被暂时下架，在替换相关素材后于7月1日重新上架。

## 游戏玩法
在游戏中，玩家将以第三人称视角方式扮演一位迫切摆脱贫困的贫民窟青少年杰基，从废弃停车场出发，不断向上攀爬跳跃去到达新的世界。该游戏的故事背景创作基于英国童话故事杰克与豌豆，玩家需要经历神话般的向上之路并克服重重困难，才能取得更多成就并达到终点。值得注意的是，与其他同类别游戏不同，该游戏全程没有任何存档点，这也就意味着一旦失误跌落游戏将会重新开始。

## 各方评价
游戏正式发行后，本作在中国大陆和日本收获了较高人气，其中许多实况主和Vtuber表示对游戏内容颇感兴趣并进行直播宣传。与此同时也吸引了不少玩家去打破最短通关记录。在六月末的直播数据统计中显示，本作在Twitch的活跃在线观众超过85000名，是当前流媒体平台第六受欢迎的游戏。
然而由于游戏没有存档点且总体通关难度较大，经常出现因为微小失误导致玩家长时间的努力付诸东流的情况。一些实况主和玩家对此感到不满并退游，相关机制备受玩家吐槽。还有观点认为本作的角色操控和整体设计不够精细，日本游戏网站Automaton Media批评天空盒的使用让游戏“运行缓慢”，并且在默认设置下对PC的性能优化不佳。
其後於2023年9月7日，作者因壓力過大宣佈作品從Steam下架，將精力投入到下一款遊戲中。

## 衍生作品

### Only Down
有鑑於《Only Up!》在各大平台受到歡迎，一位游戏开发者通过反轉概念推出了一款諧仿遊戲《Only Down》，其场景和玩法与此游戏非常相似，唯一不同之处在于玩家需要以接觸最低點為目標前進。该开发者表示制作此游戏是为了致敬《Only Up!》。